# Rod La Rocque
Roderick La Rocque de la Rour ou simplesmente Rod La Rocque (29 de novembro de 1898 – 15 de outubro de 1969) foi um ator norte-americano da era do cinema mudo, ativo entre as décadas de 1910 e 1940. Em 1927, casou-se com a atriz húngara Vilma Bánky. Eles eram casados até sua morte em 1969. Ele se aposentou do cinema em 1941 e tornou-se um corretor de imóveis.
Por sua contribuição à indústria cinematográfica, La Rocque foi premiado com uma estrela na Calçada da Fama de Hollywood.
La Rocque nasceu a 1898 em Chicago, no Illinois e faleceu a 1969 em Beverly Hills, na Califórnia.

## Filmografia selecionada
- The Showman (1914)
- Let's Get a Divorce (1918)
- The Venus Model (1918)
- A Perfect 36 (1918)
- The Trap (1919)
- Easy to Get (1920)
- The Stolen Kiss (1920)
- A Society Scandal (1924)[5]
- Dr. Christian Meets the Women (1940)
- Beyond Tomorrow (1940)
- Dark Streets of Cairo (1941)
- Meet John Doe (1941)